# Horst Brandstätter
Horst Brandstätter (* 27. Juni 1933 in Zirndorf; † 3. Juni 2015 in Fürth) war ein deutscher Unternehmer. Er brachte in den 1970er Jahren das Systemspielzeug Playmobil auf den Markt.

## Leben
Brandstätter verlor mit sieben Jahren im Zweiten Weltkrieg seinen Vater Karl und verbrachte anschließend seine Kindheit und Jugend in Kinderheimen.
1954 trat Horst Brandstätter in das Unternehmen seines Onkels, geobra Brandstätter, in Zirndorf bei Fürth ein. Gründer des Unternehmens war Horst Brandstätters Großvater Georg Brandstätter. Hergestellt wurden damals vor allem Spielzeugtelefone, Spardosen und Kaufladenartikel, zunächst aus Blech, später aus Kunststoff.
Im Jahr 1958 verzeichnete man mit Hula-Hoop-Reifen einen ersten Erfolg. Danach expandierte die Firma mit verschiedenen Produkten aus dem Spielzeug- und Freizeitbereich, wobei Kunststoff der hauptsächlich verwendete Werkstoff war.
In den 1960er Jahren eröffnete Brandstätter in Dietenhofen eine neue Produktionsstätte, da damals Busse die Mitarbeiter von den Dörfern nach Zirndorf bringen mussten. Seither wird dieser Standort ständig erweitert.
1964 gründete er die HOB GmbH & Co. KG zum Bau von Plattenspielern und Wechselsprechanlagen. 1981 trat sein Sohn Klaus Brandstätter in das Unternehmen ein und veränderte die Produktion in Richtung Hard- und Software, insbesondere für Fernsteuerung.
Im Jahre 1971 eröffnete Brandstätter die erste Auslandsproduktion Brand Malta in Hal Far auf Malta.
Die Ölkrise Anfang der 1970er Jahre veranlasste Brandstätter zur Schaffung eines ausbaufähigen Systemspielzeugs mit hohem Spielwert bei möglichst geringem Rohstoffverbrauch. Er dachte an eine Fahrzeugserie für Kleinkinder, in der auch schlichte Figuren sitzen können. Dem Entwickler Hans Beck war dieser Ansatz zu einfach und er entwickelte eine Reihe von gleichartigen Grundfiguren, die sich lediglich durch die Farbgebung und die Zugabe entsprechender Ausstattungsteile unterschieden: das Systemspielzeug Playmobil. Die ersten Figuren wurden 1974 auf der Internationalen Spielwarenmesse vorgestellt. Bis zum Jahresende 1974 hatte die Firma damit bereits 3,5 Mio. D-Mark umgesetzt, bis dahin waren 300.000 „Klickys“ hergestellt worden. 1990 eröffnete die Firma in Zirndorf eine neue Zentrale für Verwaltung, Marketing, Entwicklung und Vertrieb. Seit 2000 werden neben Playmobil auch „Lechuza“-Pflanzgefäße und -Gartenmöbel hergestellt.
Horst Brandstätter war Gründer der Stiftung „Kinderförderung von Playmobil“ und des Freizeitparks Playmobil FunPark, die auf aktive Beschäftigung und körperliche Bewegung von Kindern ausgerichtet sind.
Das Wirtschaftsmagazin Forbes bezifferte Horst Brandstätters Vermögen im Jahr 2015 auf ca. 1,3 Milliarden US-Dollar.
Am 3. Juni 2015 starb Horst Brandstätter mit 81 Jahren. Er war Vater zweier Söhne und vierfacher Großvater. Er war zweimal geschieden.

## Nachruf
„Im Grunde hing alles an der einen Erfindung, der Playmobil-Spielfigur, und die wurde konsequent weiterentwickelt, man ist aber immer beim Kern geblieben und Horst Brandstätter hat einfach ein feines Gespür entwickelt, für die Herzen und Seelen der Kinder auf der ganzen Welt, ist dabei aber immer bodenständig und heimatverbunden geblieben.“

## Auszeichnungen
- Bundesverdienstkreuz am Bande, 1993
- Ehrenbürger seiner Heimatstadt Zirndorf, 1997
- Manager des Jahres des Bundesverbandes Deutscher Unternehmensberater (BDU), 1999
- Bayerischer Verdienstorden, 2003
- Bundesverdienstkreuz 1. Klasse, 2008
- Ehrenbürger von Dietenhofen (Fertigungsstandort), 2013